# NGC 5077
NGC 5077 في الفهرس العام الجديد، هي مجرة، تقع في كوكبة العذراء. اكتشفت في 11 مايو 1784 بواسطة ويليام هيرشل.

## روابط خارجية
- NGC 5077 على موقع ويكي سكاي: DSS2, SDSS, GALEX, IRAS, Hydrogen α, X-Ray, Astrophoto, Sky Map, Articles and images